# Itapiranga (Santa Catarina)
Itapiranga es un municipio brasileño del estado de Santa Catarina. Tiene una población estimada al 2022 de 16 638 habitantes. Pertenece a la Región metropolitana del Extremo Oeste.
Está ubicado sobre el río Uruguay, en la frontera con el estado de Río Grande del Sur y Argentina.

## Toponimia
Su nombre es de origen tupí guaraní y significa piedra roja (ita :piedra; piranga: roja).

## Historia
La localidad nació de la idea de los líderes de la Sociedade União Popular, de Rio Grande do Sul, de crear un centro de colonización para alemanes católicos en la década de 1920.
Después de viajar 150 kilómetros en embarcaciones rústicas, navegando por los ríos da Várzea y Uruguay, un grupo de colonizadores dirigido por el misionero Padre Max Von Lassberg llegó a Porto Novo, que el 10 de abril de 1926 se convertiría en Itapiranga.